# ویلیام‌اسپورت (پنسیلوانیا)
ویلیام‌اسپورت (به انگلیسی: Williamsport) شهری در ایالت پنسیلوانیا کشور ایالات متحده آمریکا است که جمعیت آن در سرشماری سال ۲۰۱۰ میلادی، ۲۹٬۳۸۱ نفر بوده‌است.